# الحكم بن عتيبة
أبو محمد الحكم بن عتيبة العجلي (47 هـ - 115 هـ / 668 -733م): مولى كندة، تابعي كوفي، وأحد رواة الحديث النبوي. أدرك بعض الصحابة منهم: زيد بن أرقم، أنس بن حذيفة البحراني، أبو جحيفة السوائي وغيرهم.

## سيرته
يعد أبو محمد الحكم بن عتيبة من أعلام تابعي أهل الكوفة، وهو مولى لكندة، قيل لعدي بن عدي الكندي، وقيل لامرأة من كندة. قال عنه سفيان بن عيينة: «ما كان بالكوفة مثل الحكم وحماد بن أبي سليمان»، وقال عباس الدوري: «كان الحكم صاحب عبادة وفضل»، وقال أحمد بن حنبل: «ليس هو بدون عمرو بن مرة، وأبي حصين»، وقال مسروق بن الأجدع: «أصحاب إبراهيم الحكم وحماد والأعمش وأبو معشر زياد بن كليب والحارث العكلي ومنصور».
توفي الحكم بن عتيبة سنة 115 هـ بالكوفة في خلافة هشام بن عبد الملك.

## روايته للحديث النبوي
- روى عن: أبي جحيفة السوائي وشريح بن الحارث القاضي وعبد الرحمن بن أبي ليلى وأبي وائل شقيق بن سلمة وإبراهيم بن يزيد النخعي وسعيد بن جبير ومصعب بن سعد بن أبي وقاص وطاووس بن كيسان وعكرمة مولى ابن عباس ومجاهد بن جبر وأبي الضحى مسلم بن صبيح وعلي زين العابدين وأبي الشعثاء المحاربي وعامر الشعبي وعطاء بن أبي رباح والحسن بن مسلم وعمرو بن ميمون ومقسم مولى ابن عباس وأبي عمر الصيني وعراك بن مالك ويحيى بن الجزار وخيثمة بن عبد الرحمن وسالم بن أبي الجعد وقيس بن أبي حازم وعمرو بن نافع وأبي صالح السمان وإبراهيم التيمي[8] وحجية بن عدي الكندي والحسن العرني وحنش الكناني وذر بن عبد الله الهمداني ورجاء بن حيوة وسعد بن عبيدة وسعيد بن عبد الرحمن بن أبزى وشهر بن حوشب وعبد الله بن أبي أوفى وعبد الله بن شداد بن الهاد وعبد الله بن نافع مولى بني هاشم وعبد الحميد بن عبد الرحمن بن زيد بن الخطاب وعبيد الله بن أبي رافع وعروة بن النزال التميمي وعمارة بن غزية وأبي ميسرة عمرو بن شرحبيل وعمرو بن شعيب والقاسم بن مخيمرة ومحمد الباقر ومحمد بن كعب القرظي وموسى بن طلحة بن عبيد الله وميمون بن أبي شبيب وميمون بن مهران ونافع مولى ابن عمر ويزيد بن شريك التيمي ويزيد بن صهيب الفقير وأبي بكر بن عبد الرحمن بن الحارث بن هشام وعائشة بنت سعد بن أبي وقاص، وشبيب بن غرقدة البارقي.[10]
- روى عنه: منصور بن المعتمر وسليمان بن مهران الأعمش وزيد بن أبي أنيسة وأبان بن تغلب ومسعر بن كدام ومالك بن مغول وعبد الرحمن الأوزاعي وحمزة بن حبيب الزيات وشعبة بن الحجاج وقيس بن الربيع وأبو عوانة ومعقل بن عبيد الله[8] وأبان بن صالح وأبو شيبة إبراهيم بن عثمان العبسي والأجلح بن عبيد الله بن حجية بن عدي الكندي وأشعث بن سوار وحجاج بن أرطاة وحجاج بن دينار والحسن بن الحر والحسن بن عمرو الفقيمي وخالد الحذاء وسعيد بن المرزبان البقال وسفيان بن حسين وسلمة بن تمام أبو عبد الله الشقري وسليمان الشيباني وعبد الرحمن بن عبد الله المسعودي وعبد الملك بن حميد بن أبي غنية وأبو إسحاق السبيعي وعمرو بن قيس الملائي والعلاء بن المسيب وقتادة بن دعامة ومحمد بن جحادة ومحمد بن عبد الرحمن بن أبي ليلى ومحمد بن قيس الأسدي ومطر الوراق ومطرف بن طريف ومنصور بن زاذان وأبو إسرائيل الملائي وأبو الحسن الكوفي وأبو خالد الدلاني.[10]
- الجرح والتعديل: قال ابن سعد: «كان الحكم بن عتيبة ثقةً، فقيهًا، عالمًا، عاليًا، رفيعًا، كثير الحديث»،[13] وقال أحمد بن حنبل: «أثبت الناس في إبراهيم الحكم بن عتيبة ثم منصور»،[11] وقال العجلي: «كان الحكم ثقةً، ثبتًا، فقيهًا، من كبار أصحاب إبراهيم، وكان صاحب سُنّة وإتّباع»،[8][11] وقال عبد الرحمن بن مهدي: «ثبت، ثقة، ولكن مختلف»، وقد وثّقه يحيى بن معين وأبو حاتم والنسائي،[11] كما روى له الجماعة.[12]